# Grof Monte Cristo
Grof Monte Cristo (fra. Le Comte de Monte-Cristo) roman je francuskog pisca Alexandrea Dumasa (zajedno s Augusteom Maquetom) iz 1844., koji je objavljivan 1845.—46. u nastavcima u francuskim novinama Journal des débats. Računa se da je to jedan od najčitanijih avanturističkih romana u svijetu. Ideju za roman, Dumas je posudio od jednog drugog pisca, Jacquesa Peucheta, što u to vrijeme nije bilo ništa neobično, jer se u to vrijeme nije puno gledalo na autorska prava kao danas.
Radnja romana odigrava se u Francuskoj poslije Francuske revolucije, između 1814. i 1838. Država se obnavlja pod kraljevima Lujom XVIII. i Karlom X., do Srpanjske revolucije 1830. kada situacija opet postaje napeta.
Radnja romana sadrži elemente koji su dio onog što današnji čitatelji smatraju avanturističkim romanom. Nevino osuđeni Edmond Dantès, koji je proveo u zatvoru 14 godina, mijenja svoje mjesto s preminulim zatvorenikom, i uspjeva pobjeći iz zatvora. Preminuli zatvorenik mu je prije svoje smrti objelodanio gdje se na otoku Montecristo nalazi skriveno blago. Dantès uspijeva pobjeći i pronalazi blago, proglašava se grofom otoka, i uz pomoć blaga planira se osvetiti onima koji su ga poslali u zatvor.
Knjiga je nekoliko puta filmatizirana, između ostalog u TV seriji s Gerardom Depardieuom u glavnoj ulozi, kao i u istoimenom filmu iz 2002., u kojem se radnja razlikuje djelomice od radnje romana, s Jimom Caviezelom i Guyom Pearceom u glavnim ulogama.
Knjiga je također nadahnula veliki broj pisaca i pjesnika. Jules Verne napisao je 1885. godine avanturistički roman Mathias Sandorf, dok je Stephen Fry napisao svoj roman Zvjezdane teniske loptice kao modernu britansku inačicu klasika.

## Vanjske poveznice
- Monte Cristo Knjiga u PDF formatu na francuskom
- Monte Cristo na Imdb-u